# Marschkunst – Kunstmarsch
Marschkunst – Kunstmarsch war eine Landschaftskunst-Aktion, die zwischen 1995 und 2006 im Juni bis September in der Elbmarsch bei Winsen (Luhe) südöstlich von Hamburg insgesamt zehnmal stattfand.
Auf Initiative der Ehepaare Sigrid und Peter Jacob, Karin und Walther Zander sowie Regine Bandyopadhyay wurden seit 1995 zunächst jährlich auf Wiesen und Feldern, in privaten Gärten und auf öffentlichen Plätzen, am Deich, an Flüssen und Kanälen oder auf Teichen bis zu jeweils 70 Kunstwerke von norddeutschen Künstlern vor allem aus Niedersachsen und Hamburg aber auch aus Köln und Berlin ausgestellt. Diese durchweg im Freien entlang wenig befahrener Wege der Binnenmarsch aufgestellten Werke bildeten so eine 10 bis 15 Kilometer lange Kunstroute, an der sich über die Jahre mehr als 150 Künstler beteiligten. Die Werke, die zum Teil noch existieren, lassen sich bis heute am besten per Fahrrad besuchen.
Das Projekt wurde 2006 mit dem Bürgerpreis für den Landkreis Harburg ausgezeichnet.